# Tsubasa Yokotake
Tsubasa Yokotake (横竹 翔, Yokotake Tsubasa) est un footballeur japonais né le 30 août 1989. Il évolue au poste de milieu défensif.

## Palmarès
- Finaliste de la Coupe de la Ligue japonaise en 2010 avec le Sanfrecce Hiroshima